# Дастис, Альфонсо
Альфо́нсо Мари́я Да́стис Кесе́до (исп. Alfonso María Dastis Quecedo; род. 5 октября 1955, Херес-де-ла-Фронтера) — испанский дипломат. Бывший посол Испании в Нидерландах (2004—2007) и ЕС (2011—2016), министр иностранных дел Испании (2016—2018), посол Испании в Италии (2018—2022). С октября 2022 года посол в Испании в Венгрии.

## Биография
Окончил юридический факультет университета Святого Павла в области международного права и права ЕС и поступил на дипломатическую службу в 1983 году.
Занимал должности советника в департаменте по международному праву в МИД Испании (1983—1985), министра иностранных дел (1985—1986), постоянном представительстве Испании в ООН в Нью-Йорке (1990—1994), председателя правительства Испании (1996—2000).
В 1987—1988 годах работал в суде Европейского союза на временной основе.
В 2000—2002 годах занимал пост директора отдела поддержки организационного комитета председательства Испании в Европейском союзе; генерального секретаря по европейским делам в МИД Испании (2002—2004); координатор в комитете постоянных представителей государств в Брюсселе (2007—2011).
Был послом Испании в Нидерландах (2004—2007), ЕС (2011—2016), Италии (2018—2022).
В 2016—2018 годах возглавлял министерство иностранных дел Испании в кабинете Мариано Рахоя.
С октября 2022 года является послом Испании в Венгрии.

## Награды
- Большой крест ордена Заслуг перед Республикой Польша (13 июля 2000)[16]

- медаль ордена «За конституционные заслуги» (9 мая 2011)[17]
- Большой крест ордена Христа (28 ноября 2016)[18]

- Большой крест ордена Солнца Перу (2017)[19]
- Большой крест ордена Инфанта дона Энрике (15 апреля 2018)[18]
- Большой крест ордена Карлоса III (3 августа 2018)[20]
- Большой крест ордена «За заслуги» Парагвая (2018)[21]
- Большой крест ордена «За заслуги перед Итальянской Республикой» (16 ноября 2021)[22]

## Семейное положение
Женат, имеет двоих детей.